# Pseudozonaria arabicula
Pseudozonaria arabicula, tên tiếng Anh: little Arabian cowry, là một loài ốc biển, là động vật thân mềm chân bụng sống ở biển trong họ Cypraeidae, họ ốc sứ

## Miêu tả
Loài này có kích thước giữa 13 mm và 37 mm

## Phân bố
Loài này có ở Ấn Độ Dương dọc theo Kenya và ở Thái Bình Dương dọc theo quần đảo Galapagos và từ Baja California tới Peru.